# بافل إيفاشكو
بافل إيفاشكو (بالروسية: Ивашко, Павел Александрович) هو عداء روسي متخصص في سباق 400 متر. فاز بالميدالية الفضية في سباق 400 متر تتابع في بطولة أوروبا لألعاب القوى سنة 2014.

## سجل المنافسة
| العام      | المسابقة                                  | المكان     | المركز     | حدث           | ملاحظة     |
| يمثل روسيا | يمثل روسيا                                | يمثل روسيا | يمثل روسيا | يمثل روسيا    | يمثل روسيا |
| ---------- | ----------------------------------------- | ---------- | ---------- | ------------- | ---------- |
| 2013       | بطولة أوروبا لألعاب القوى للناشئين 2013   | رييتي      | 1          | 400 م         | 45.81      |
| 2013       | بطولة أوروبا لألعاب القوى للناشئين 2013   | رييتي      | 1          | 4x400 م تتابع | 3:04.87    |
| 2014       | بطولة العالم للتتابع 2014                 | ناساو      | 17         | 4x400 م تتابع | 3:05.00    |
| 2014       | بطولة أوروبا لألعاب القوى 2014            | زيورخ      | 2          | 4x400 م تتابع | 2:59.38    |
| 2015       | بطولة أوروبا لألعاب القوى تحت 23 سنة 2015 | تالين      | 2          | 400 م         | 45.73      |
| 2015       | بطولة أوروبا لألعاب القوى تحت 23 سنة 2015 | تالين      | –          | 4x400 م تتابع | 4 × 400 م  |
| 2015       | بطولة العالم لألعاب القوى 2015            | بكين       | 25         | 400 م         | 45.25      |
| 2015       | بطولة العالم لألعاب القوى 2015            | بكين       | 8          | 4x400 م تتابع | 3:03.05    |

## روابط خارجية
- بافل إيفاشكو على موقع الاتحاد الدولي لألعاب القوى (الإنجليزية)